# Justicia stearnii
Justicia stearnii är en akantusväxtart som beskrevs av V.A.W. Graham. Justicia stearnii ingår i släktet Justicia och familjen akantusväxter. Utöver nominatformen finns också underarten J. s. maestrensis.